# Евансдейл (Айова)
Евансдейл (англ. Evansdale) — місто (англ. city) в США, в окрузі Блек-Гок штату Айова. Населення — 4561 особа (2020).

## Географія
Евансдейл розташований за координатами 42°27′56″ пн. ш. 92°16′10″ зх. д. / 42.46556° пн. ш. 92.26944° зх. д. (42.465688, -92.269423).  За даними Бюро перепису населення США в 2010 році місто мало площу 10,66 км², з яких 10,49 км² — суходіл та 0,17 км² — водойми.

## Демографія
Згідно з переписом 2010 року, у місті мешкала 4751 особа в 1987 домогосподарствах у складі 1316 родин. Густота населення становила 446 осіб/км².  Було 2048 помешкань (192/км²).
Расовий склад населення:
| - 94,8 % — білих - 1,7 % — чорних або афроамериканців - 0,5 % — азіатів - 0,2 % — корінних американців |

До двох чи більше рас належало 2,4 %. Частка іспаномовних становила 1,7 % від усіх жителів.
За віковим діапазоном населення розподілялося таким чином: 23,3 % — особи молодші 18 років, 62,8 % — особи у віці 18—64 років, 13,9 % — особи у віці 65 років та старші. Медіана віку мешканця становила 38,0 року. На 100 осіб жіночої статі у місті припадало 95,6 чоловіків;  на 100 жінок у віці від 18 років та старших — 96,9 чоловіків також старших 18 років.
Середній дохід на одне домашнє господарство  становив 51 711 долар США (медіана — 43 492), а середній дохід на одну сім'ю — 60 864 долари (медіана — 53 864). Медіана доходів становила 40 261 долар для чоловіків та 25 000 доларів для жінок. За межею бідності перебувало 9,5 % осіб, у тому числі 12,1 % дітей у віці до 18 років та 2,3 % осіб у віці 65 років та старших.
Цивільне працевлаштоване населення становило 2523 особи. Основні галузі зайнятості: виробництво — 19,3 %, мистецтво, розваги та відпочинок — 14,5 %, освіта, охорона здоров'я та соціальна допомога — 12,2 %, роздрібна торгівля — 11,2 %.